# Ламберт, Верити
Ве́рити Энн Ла́мберт (англ. Verity Ann Lambert; 27 ноября 1935, Лондон — 22 ноября 2007, Лондон) — английский продюсер. Больше всего была известна как учредительный продюсер научно-фантастического телесериала «Доктор Кто», программы, которая стала частью британской поп-культуры. Она продюсировала такие телепередачи, как Adam Adamant Lives!, The Naked Civil Servant, Rock Follies, Minder, Widows, G.B.H., Jonathan Creek и Love Soup.
Ламберт начала работать на телевидении в 1950-х и продолжала работать как продюсер до своей смерти. После того как она покинула BBC в 1969 году, она работала в других телекомпаниях, в частности Thames Television и в её ответвлении Euston Films в 1970—1980 годах. Она также работала в киноиндустрии на Thorn EMI Screen Entertainment и в 1985 году создала свою компанию Cinema Verity.
Screenonline, сайт British Film Institute, описывает Ламберт как «одного из тех продюсеров, кто может создать маленькую увлекательную вселенную по тонкому сценарию и с половиной десятка подходящих актёров».
В начале карьеры Ламберт в Британии было мало женщин-продюсеров. Когда она была назначена на работу с «Доктором Кто», она была самой молодой в своём деле и единственной женщиной-продюсером, работающей на BBC. Веб-сайт Museum of Broadcast Communications описывает её как «не единственную из британских бизнес-леди, но, возможно, самого влиятельного представителя национальной индустрии развлечений». Ламберт служила символом будущих побед женщин в СМИ". Она умерла за день до 44-й годовщины первого показа «Доктора Кто». Ей посвящается Специальный рождественский выпуск третьего сезона «Путешествие проклятых» или-же «Voyage of the Damned» 25 декабря 2007 .
В документальном фильме «Приключение в пространстве и времени», посвящённом 50-летию сериала, роль Верити исполнила Джессика Рэйн.